# A. P. Hill
Ambrose Powell Hill Jr. (Culpeper, 9 de novembro de 1825 – Petersburg, 2 de abril de 1865) foi um general dos Estados Confederados da América durante a Guerra Civil dos Estados Unidos da América. Ganhou fama como comandante da "Divisão Ligeira de Hill" ("Hill's Light Division"), sendo um dos subordinados mais habilidosos de Stonewall Jackson. Foi um dos melhores comandantes de divisão do exército de Lee Ele comandou ainda um dos corpos do Exército da Virgínia do Norte, substituindo Jackson, morto em função dos ferimentos da Batalha de Chancellorsville. Hill foi morto enquanto inspecionava as linhas de defesa durante o Cerco de Petersburg, numa das campanhas finais da guerra.

## Biografia
A.P. Hill nasceu em Culpeper (Virgínia) e se graduou na Academia Militar dos Estados Unidos da América em 1847 na 15º posição, de um total de 38 alunos que eram de sua mesma turma. Alistou-se na Primeira Artilharia dos Estados Unidos como segundo tenente. Serviu na guerra entre México e Estados Unidos e nas Guerras Seminoles, sendo elevado a patente de primeiro tenente em primeiro de setembro de 1851. Entre 1855 a 1860, Hill participou do serviço costeiro dos Estados Unidos. Em 1859, casou-se com Kitty Morgan McClung, uma jovem viúva, convertendo-se assim a cunhado dos generais da cavalaria confederada John Hunt Morgan e Basil W. Duke.